# Drew Pomeranz
Thomas Andrew Pomeranz (né le 22 novembre 1988 à Collierville, Tennessee, États-Unis) est un lanceur gaucher des Padres de San Diego de la Ligue majeure de baseball.
Il est le jeune frère du lanceur de baseball Stuart Pomeranz.

## Carrière
Drew Pomeranz est un choix de première ronde des Indians de Cleveland en 2010. Joueur à l'Université du Mississippi, il est le cinquième athlète réclamé au total par un club du baseball majeur lors de cette séance du repêchage amateur.
Le 31 juillet 2011, alors que Pomeranz évolue en ligues mineures, il est l'un des quatre jeunes joueurs cédés par les Indians de Cleveland aux Rockies du Colorado pour faire l'acquisition du lanceur partant Ubaldo Jiménez.

### Rockies du Colorado
Pomeranz fait ses débuts dans les majeures avec l'équipe du Colorado le 11 septembre 2011. Il ne donne aucun point en cinq manches lancées face aux Reds de Cincinnati et mérite la victoire. Il remporte deux matchs et encaisse une défaite en quatre départs pour les Rockies en 2011. En octobre, il est interpellé à Oxford, Mississippi, à la sortie d'un bar et est accusé d'avoir troublé la paix. L'accusation est par la suite abandonnée. Il compte deux victoires contre une défaite en quatre départs à sa saison recrue en 2011.
Pomeranz s'avère une grande déception au Colorado. Sa moyenne de points mérités s'élève à 5,20 en 136 manches et deux tiers lancées au total sur trois saisons. S'il est handicapé par le Coors Field, domicile des Rockies traditionnellement cruel pour les lanceurs, il fait encore moins hors du stade de son club : sa moyenne de points mérités lors des matchs à domicile est de 4,20 et elle s'élève à 6,20 sur la route.
En 2012, il ne remporte que 2 victoires contre 9 défaites et sa moyenne se chiffre à 4,93 en 96 manches et deux tiers lancées lors de 22 départs.
En 2013, il est souvent à l'écart du jeu pour une blessure au biceps et ne joue que 8 parties, donc 4 comme lanceur de relève. Il subit 4 défaites sans aucune victoire et sa moyenne de points mérités est à 6,23 en 21 manches et deux tiers lancées.

### Athletics d'Oakland

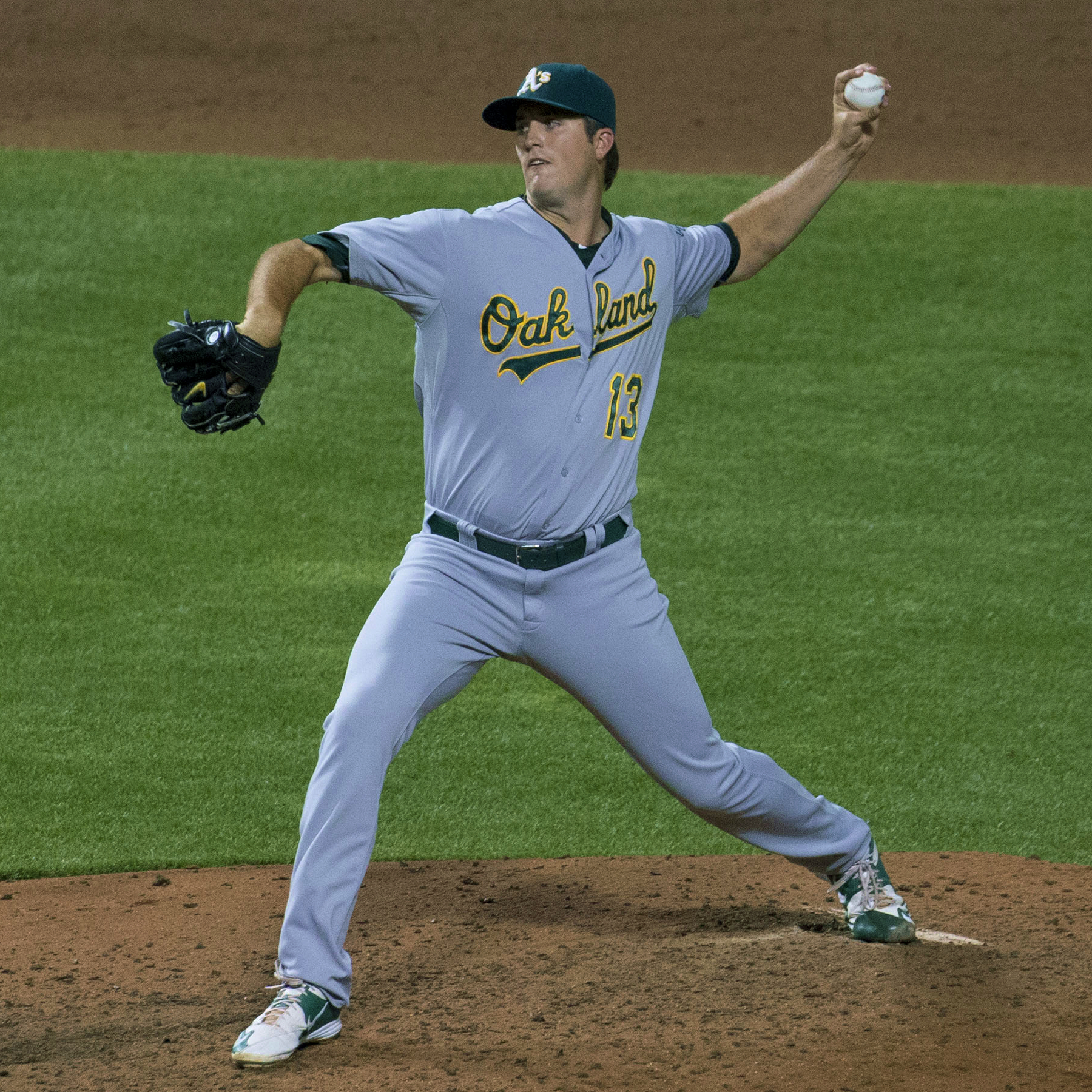
Drew Pomeranz en 2015 avec les Athletics d'Oakland.

Le 10 décembre 2013, les Rockies du Colorado transfèrent Drew Pomeranz et Brett Jansen, un lanceur droitier des ligues mineures, aux Athletics d'Oakland contre le lanceur gaucher Brett Anderson. Le changement de décor semble faire du bien au gaucher, qui savoure une très bonne première année à Oakland, où il alterne en 2014 entre le rôle de lanceur partant qui lui est familier et celui de lanceur de relève. Après avoir remporté 4 victoires comme partant, il maintient une moyenne de points mérités de 1,26 en 10 sorties en relève. Il termine la campagne avec une moyenne de 2,35 en 20 matchs et 69 manches lancées, de loin sa meilleure performance jusque-là dans les majeures. Gagnant de cinq rencontres contre quatre défaites, il réussit 64 retraits sur des prises.
Surtout utilisé en relève en 2015, il n'amorce que 9 matchs sur 53. En 86 manches lancées au total, il affiche une moyenne de points mérités de 3,66. Il fait beaucoup mieux comme releveur avec une moyenne de points mérités de 2,61 en 41 manches et un tiers.

### Padres de San Diego
Le 2 décembre 2015, Oakland échange Pomeranz, le lanceur gaucher des ligues mineures José Torres et le voltigeur Jabari Blash aux Padres de San Diego pour le joueur de premier but Yonder Alonso et le releveur gaucher Marc Rzepczynski.